# Fresne-Léguillon
Fresne-Léguillon (parfois orthographiée Fresne-L'Éguillon, Fresnes L'Éguillon ou Fresnes-L'Éguillon) est une commune française située dans le département de l'Oise en région Hauts-de-France.

## Géographie

### Localisation
Fresne-Léguillon est un village du vexin français dans l'Oise, situé à 11 km à l'ouest de Méru, 24 km au nord-ouest de Pontoise, 7 km à l'est de Chaumont-en-Vexin et 15 km de Gisors et 21 km au sud-ouest de Beauvais.
En 1827, Louis Graves indiquait que le territoire communal « formé de plusieurs coteaux en pente douce, séparés par deux vallées, dans l'une desquelles coule le ruisseau du Mesnil, et dans l'autre le ruisseau de Pouilly ».
Fresne-Léguillon se trouve dans l'aire d'attraction de Paris, la zone d'emploi de Beauvais et le bassin de vie de Chaumont-en-Vexin.

### Communes limitrophes
Les communes limitrophes sont  Fleury, Ivry-le-Temple, Monneville, Montchevreuil et Senots.

### Géologie et relief
La superficie de la commune est de 7,31 km2 ; son altitude varie de 74  à   132 mètres.

### Hydrographie
La commune est située dans le bassin Seine-Normandie. Elle est drainée par le ru du Mesnil, le ru de Pouilly, le cours d'eau 01 de la commune de Fresne-le-Guillon et le ru du Mesnil,,.
Le ru du Mesnil, d'une longueur de 11 km, prend sa source dans la commune de Le Mesnil-Théribus et se jette  dans la Troesne à Fleury, après avoir traversé cinq communes. Ce ruisseau a alimenté de nombreux moulins le long de ses 10,7 km, au  Mesnil-Théribus, Fresneaux-Montchevreuil, Villette, Senots, Lannoy, Fresne-Léguillon, le Vivier, de la ferme de Fleury, du Bout-d'en-bas et de Neuvillette.
Le Ru de Pouilly draine, au sud du territoire communal, le hameau de Heulecourt, et se jette également dans le canal de Marquemont.

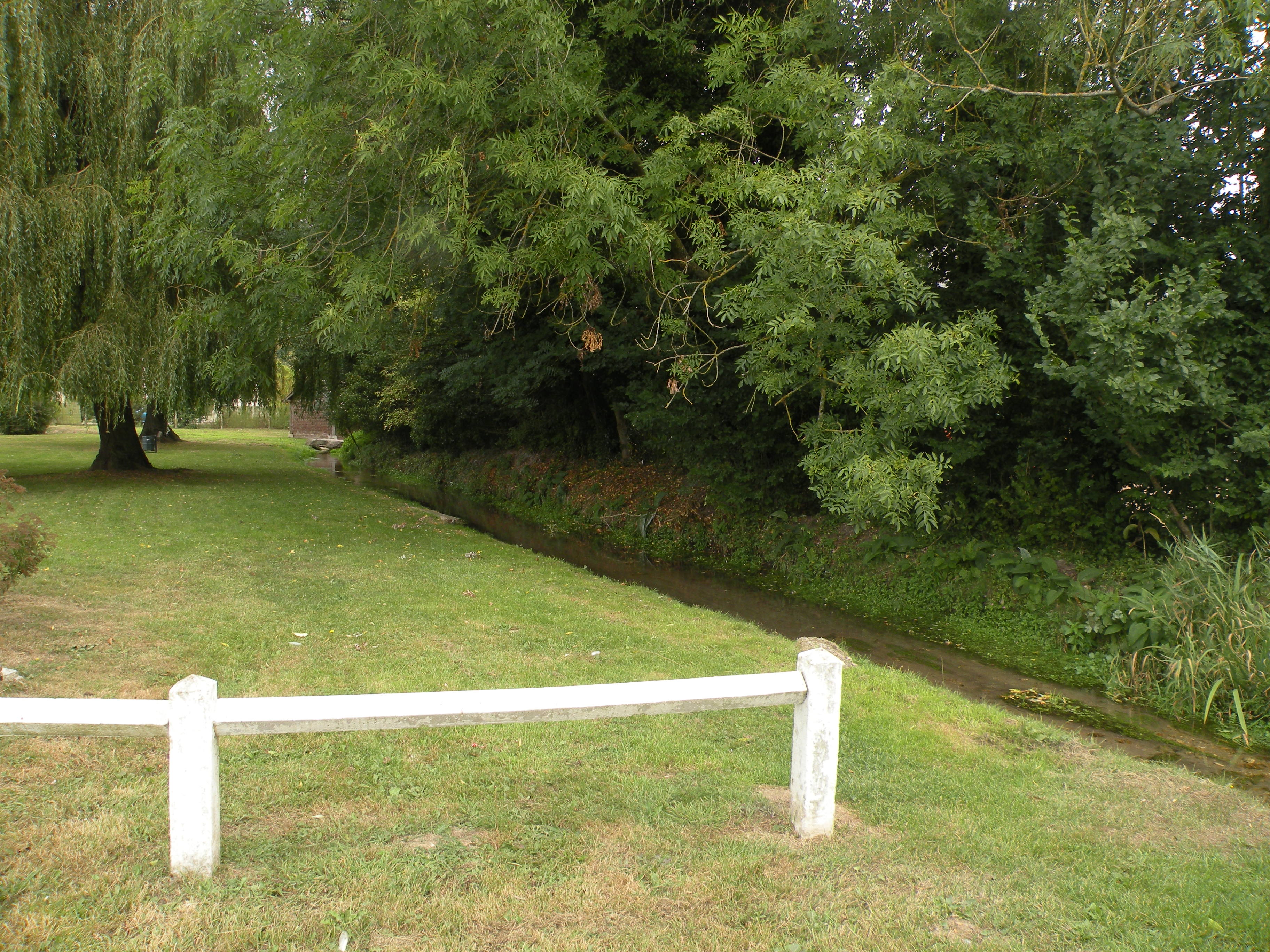
Le Ru du Mesnil.
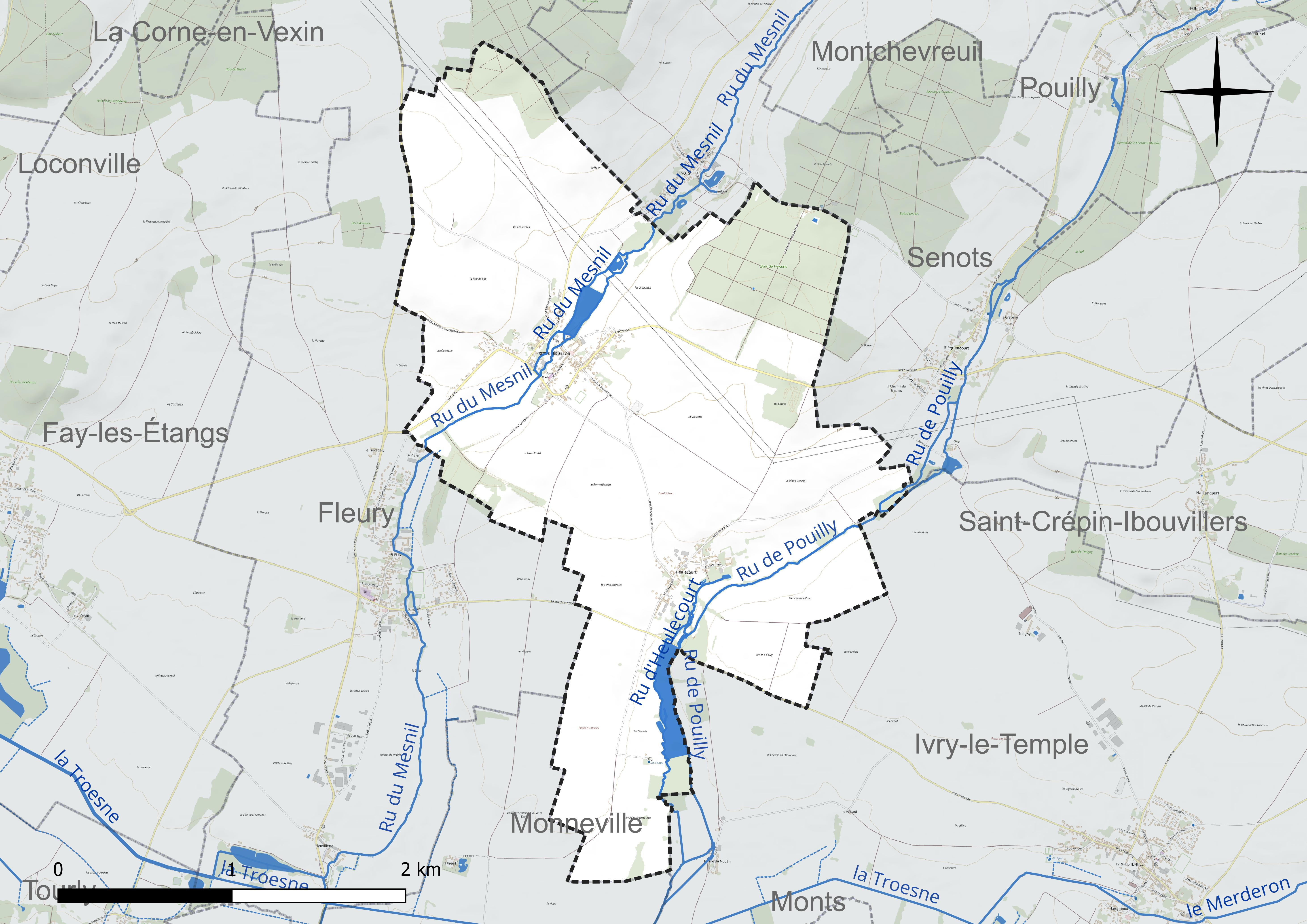
Réseau hydrographique de Fresne-Léguillon.

### Climat
Pour des articles plus généraux, voir Climat des Hauts-de-France et Climat de l'Oise.
En 2010, le climat de la commune est de type climat océanique dégradé des plaines du Centre et du Nord, selon une étude du CNRS s'appuyant sur une série de données couvrant la période 1971-2000. En 2020, Météo-France publie une typologie des climats de la France métropolitaine dans laquelle la commune est exposée à un climat océanique et est dans la région climatique Sud-ouest du bassin Parisien, caractérisée par une faible pluviométrie, notamment au printemps (120 à 150 mm) et un hiver froid (3,5 °C).
Pour la période 1971-2000, la température annuelle moyenne est de 10,7 °C, avec une amplitude thermique annuelle de 14,6 °C. Le cumul annuel moyen de précipitations est de 725 mm, avec 11,8 jours de précipitations en janvier et 8,1 jours en juillet. Pour la période 1991-2020, la température moyenne annuelle observée sur la station météorologique la plus proche, située sur la commune de Jaméricourt à 9 km à vol d'oiseau, est de 11,0 °C et le cumul annuel moyen de précipitations est de 695,7 mm,. Pour l'avenir, les paramètres climatiques de la commune estimés pour 2050 selon différents scénarios d'émission de gaz à effet de serre sont consultables sur un site dédié publié par Météo-France en novembre 2022.

## Urbanisme

### Typologie
Au 1er janvier 2024, Fresne-Léguillon est catégorisée bourg rural, selon la nouvelle grille communale de densité à sept niveaux définie par l'Insee en 2022.
Elle est située hors unité urbaine. Par ailleurs la commune fait partie de l'aire d'attraction de Paris, dont elle est une commune de la couronne,.

### Occupation des sols

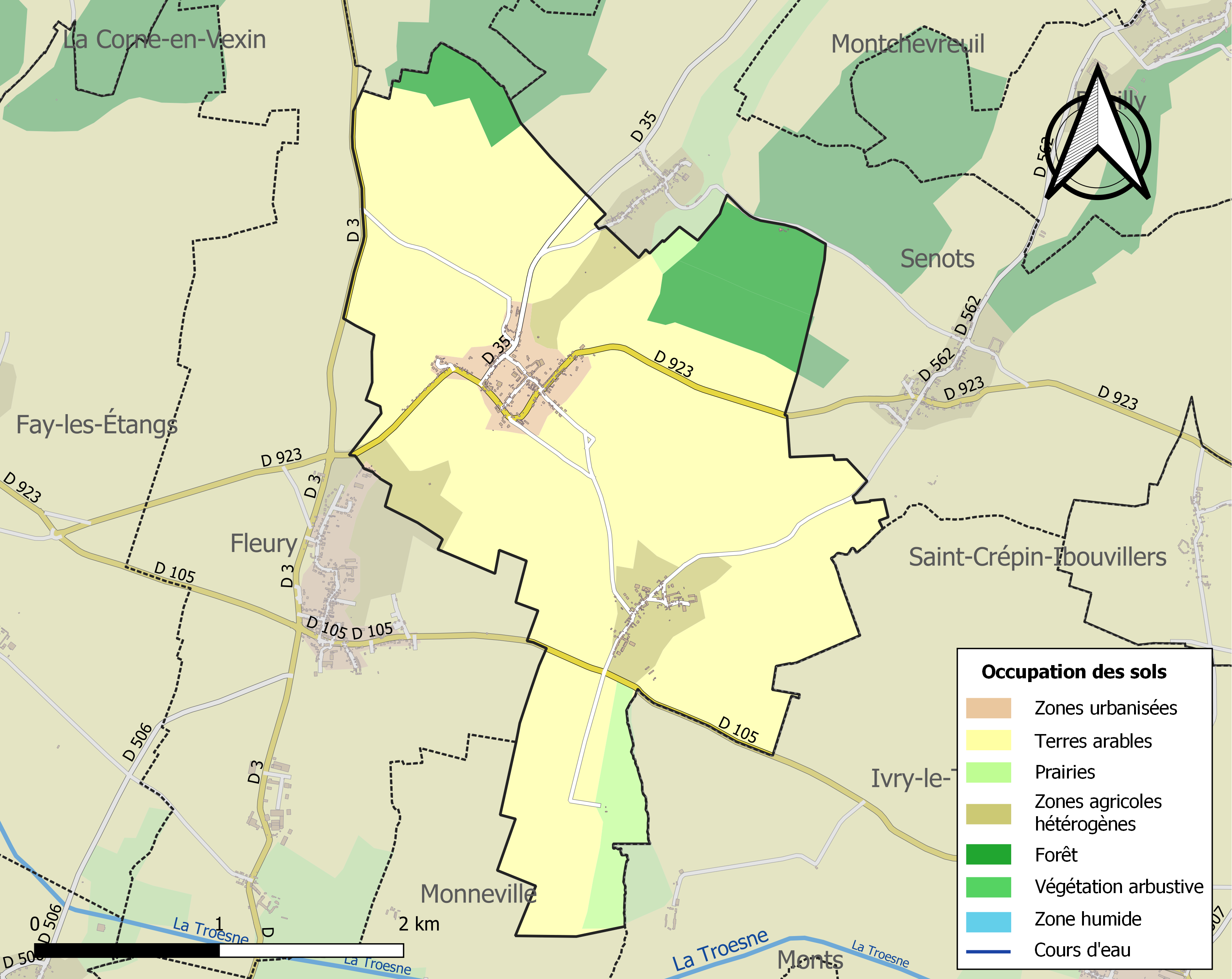
Carte des infrastructures et de l'occupation des sols de la commune en 2018 (CLC).

L'occupation des sols de la commune, telle qu'elle ressort de la base de données européenne d'occupation biophysique des sols Corine Land Cover (CLC), est marquée par l'importance des territoires agricoles (86,9 % en 2018), une proportion sensiblement équivalente à celle de 1990 (87,1 %). La répartition détaillée en 2018 est la suivante : 
terres arables (75,8 %), forêts (9,2 %), zones agricoles hétérogènes (7,3 %), zones urbanisées (3,9 %), prairies (3,8 %). L'évolution de l'occupation des sols de la commune et de ses infrastructures peut être observée sur les différentes représentations cartographiques du territoire : la carte de Cassini (XVIIIe siècle), la carte d'état-major (1820-1866) et les cartes ou photos aériennes de l'IGN pour la période actuelle (1950 à aujourd'hui).

### Lieux-dits, hameaux et écarts
La commune dispose d'un hameau, Heulecourt, qui comptait une soixantaine de maisons en 1827.

### Habitat et logement
En 2019, le nombre total de logements dans la commune était de 195, alors qu'il était de 191 en 2014 et de 190 en 2009.
Parmi ces logements, 85,1 % étaient des résidences principales, 6,7 % des résidences secondaires et 8,2 % des logements vacants. Ces logements étaient pour 91,8 % d'entre eux des maisons individuelles et pour 8,2 % des appartements.
Le tableau ci-dessous présente la typologie des logements à Fresne-Léguillon en 2019 en comparaison avec celle de l'Oise et de la France entière. Une caractéristique marquante du parc de logements est ainsi une proportion de résidences secondaires et logements occasionnels (6,7 %) supérieure à celle du département (2,4 %) mais inférieure  à celle de la France entière (9,7 %). Concernant le statut d'occupation de ces logements, 75,3 % des habitants de la commune sont propriétaires de leur logement (75,7 % en 2014), contre 61,4 % pour l'Oise et 57,5 pour la France entière.
| Typologie                                               | Fresne-Léguillon | Oise | France entière |
| ------------------------------------------------------- | ---------------- | ---- | -------------- |
| Résidences principales (en %)                           | 85,1             | 90,4 | 82,1           |
| Résidences secondaires et logements occasionnels (en %) | 6,7              | 2,4  | 9,7            |
| Logements vacants (en %)                                | 8,2              | 7,1  | 8,2            |

### Voies de communication et transports
Fresnes-L'Éguillon est desservi par l'ancienne route nationale 323 (actuelle RD 923), qui relie Méru à Chaumont-en-Vexin.
La commune est desservie, en 2023, par les lignes 617, 6105 et 6131 du réseau interurbain de l'Oise.

## Toponymie
Le nom du lieu est attesté sous les formes Guillelmus aculeus (vers 1120) ; Willelmi aculeii de Treia (1147) ; juxta Fresneium (1160) ; Fresnes (1169) ; de Fraxinis (1172) ; apud fresnas (XIIe) ; « Ingelramnus aculeius filius domni Willelmi aculei de Treia » (1161-1175) ; de Fraxinis laguillon (1218) ; Robertus prepositus de Fresnis (vers 1161) ; Fresneium (vers 1230) ; Fraxinetum (vers 1230) ; Fragnoe (vers 1240) ; Frasnioe (vers 1240) ; de fresne (XIIIe) ; « Philipes de Trie sire de fraynes » (1302) ; Fraxini l'aguillon (1337) ; le sire du Fresne lesguillon (1355) ; fresnes laguillon (1410) ; Fresnes (XVe) ; Fresnes et l'aiguillon (1501) ; Fresnes-Lesguillon (1589) ; apud fraxinos aculii (XVIe) ; Fresne l'Esguillon (1650) ; Fresnes l'Esguillon (1667) ; Fresnes laiguillon (1733) ; Frênes l'Eguillon (vers 1750) ; Fresnes-Léguillon (XIXe). La commune est instituée par la Révolution française sous le nom de Fresnes en 1793 et de Fresnes-l'Eguillon en 1801, elle prend ultérieurement son nom officiel actuel de Fresne-Léguillon ; Fresnes-l'Eguillon (1942) ; Fresne-Léguillon (1952).
Le nom de la localité est attesté sous la forme de Fraxinis en 1172. Fresnes, pluriel de l'ancien français fresne « frêne », est issu du latin fraxinus « frêne ».
L'Éguillon provient du surnom de Guillaume de Trie, dit « Aiguillon ».

## Histoire

### Temps modernes
La châtellenie de Fresnes était la propriété jusqu'en 1777 par les princes de Conti, et son terroir était pour eux un rendez-vous de chasse.
Henri IV est venu à Fresne le 19 août 1589.

### Époque contemporaine
En 1827, le tissage des toiles blondes pour les manufactures de Chantilly était en déclin.
En 1859, on compte dans la commune un presbytère et une école. deux moulins sur le Ru du Mesnil et trois sur celui de Pouilly. La population est agricole.

## Politique et administration

### Rattachements administratifs et électoraux

#### Rattachements administratifs
La commune se trouve dans l'arrondissement de Beauvais du département de l'Oise
Elle faisait partie depuis 1801 du canton de Chaumont-en-Vexin. Dans le cadre du redécoupage cantonal de 2014 en France, cette circonscription administrative territoriale a disparu, et le canton n'est plus qu'une circonscription électorale.

#### Rattachements électoraux
Pour les élections départementales, la commune fait partie depuis 2014 d'un nouveau canton de Chaumont-en-Vexin
Pour l'élection des députés, elle fait partie de la deuxième circonscription de l'Oise.

### Intercommunalité
Fresne-Léguillon est membre de la communauté de communes du Vexin-Thelle, un établissement public de coopération intercommunale (EPCI) à fiscalité propre créé en 2000 et auquel la commune a transféré un certain nombre de ses compétences, dans les conditions déterminées par le code général des collectivités territoriales.

### Liste des maires
| Période                                  | Période                        | Identité              | Étiquette | Qualité |
| ---------------------------------------- | ------------------------------ | --------------------- | --------- | --- |
| Les données manquantes sont à compléter. |                                |                       |           | |
|                                          |                                |                       |           | |
| 1912                                     | mai 1945                       | Alexandre Goré,       | Rad. ind. | Agriculteur Sénateur de l'Oise (1933 → 1940) Conseiller d'arrondissement du canton de Chaumont-en-Vexin (1919 → 1939). Président de la Société des agriculteurs de l'Oise (1924 → ?) Président de la chambre d'agriculture de l'Oise (1925 → 1936) Nommé membre de la Commission administrative départementale en 1941 Officier de la Légion d'honneur, officier du Mérite agricole |
| novembre 1947                            |                                | Alexandre Goré        |           | Ancien agriculteur Président de la Société des agriculteurs de l'Oise (1924 → ?) Officier de la Légion d'honneur, officier du Mérite agricole |
|                                          |                                |                       |           | |
| mars 2001                                | mars 2008                      | Ginette Toulemonde    |           | |
| mars 2008                                | mai 2020,                      | Jean-Michel Bouchard  |           | Tailleur de pierre, meilleur ouvrier de France en 2004 |
| mai 2020                                 | janvier 2023,                  | Christian Legros      |           | Couvreur à la retraite Démissionnaire |
| avril 2023                               | En cours (au 30 novembre 2023) | Aude Ribeiro de Sousa |           | Employée civile ou agent de service de la fonction publique |

## Équipements et services publics

### Enseignement

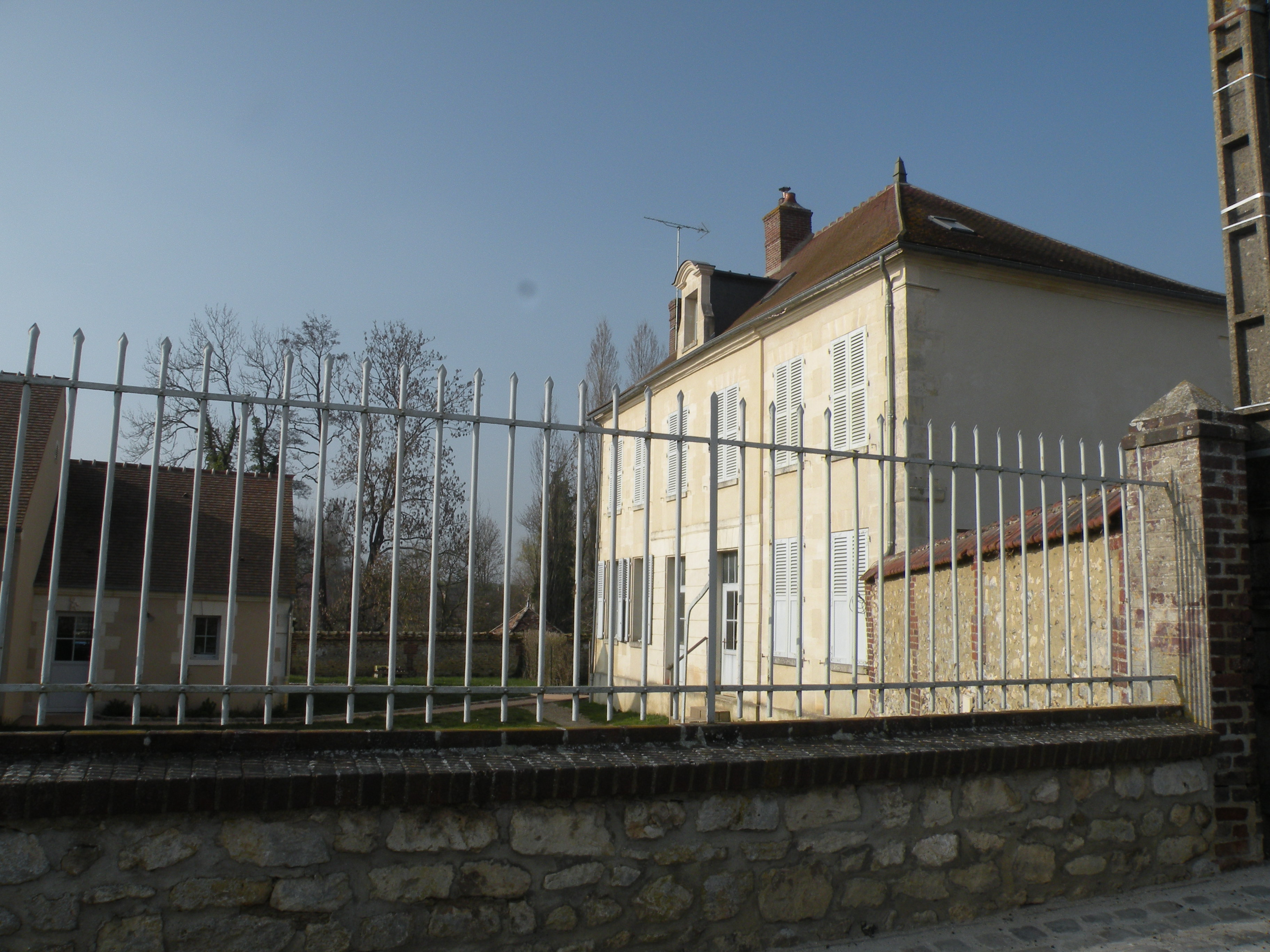
L'école.

Les enfants de la commune sont scolarisés avec ceux de Fay-les-Étangs, Fleury et Senots dans le cadre d'un regroupement pédagogique intercommunal (RPI).
La construction d'une nouvelle école, conçue par le cabinet Kaleadoscope Architecture, est prévue vers 2023 par la municipalité en extension de l'équipement ancien, dans le petit parc à côté de la salle des fêtes,.

### Postes et télécommunications
En 2024, Fresne-Léguyon dispose d'une agence postale.

## Population et société

### Démographie

#### Évolution démographique
L'évolution du nombre d'habitants est connue à travers les recensements de la population effectués dans la commune depuis 1793. Pour les communes de moins de 10 000 habitants, une enquête de recensement portant sur toute la population est réalisée tous les cinq ans, les populations de référence des années intermédiaires étant quant à elles estimées par interpolation ou extrapolation. Pour la commune, le premier recensement exhaustif entrant dans le cadre du nouveau dispositif a été réalisé en 2007.

En 2022, la commune comptait 440 habitants, en évolution de −1,35 % par rapport à 2016 (Oise : +0,87 %, France hors Mayotte : +2,11 %).
| 1793 | 1800 | 1806 | 1821 | 1831 | 1836 | 1841 | 1846 | 1851 |
| ---- | ---- | ---- | ---- | ---- | ---- | ---- | ---- | ---- |
| 445  | 468  | 496  | 480  | 535  | 513  | 512  | 400  | 481  |

| 1856 | 1861 | 1866 | 1872 | 1876 | 1881 | 1886 | 1891 | 1896 |
| ---- | ---- | ---- | ---- | ---- | ---- | ---- | ---- | ---- |
| 456  | 466  | 424  | 423  | 452  | 436  | 418  | 385  | 354  |

| 1901 | 1906 | 1911 | 1921 | 1926 | 1931 | 1936 | 1946 | 1954 |
| ---- | ---- | ---- | ---- | ---- | ---- | ---- | ---- | ---- |
| 361  | 375  | 373  | 331  | 334  | 310  | 321  | 332  | 317  |

| 1962 | 1968 | 1975 | 1982 | 1990 | 1999 | 2006 | 2007 | 2012 |
| ---- | ---- | ---- | ---- | ---- | ---- | ---- | ---- | ---- |
| 298  | 307  | 354  | 313  | 394  | 467  | 478  | 480  | 468  |

| 2017 | 2022 | - | - | - | - | - | - | - |
| ---- | ---- | - | - | - | - | - | - | - |
| 438  | 440  | - | - | - | - | - | - | - |

#### Pyramide des âges
La population de la commune est relativement jeune.
En 2018, le taux de personnes d'un âge inférieur à 30 ans s'élève à 40,8 %, soit au-dessus de la moyenne départementale (37,3 %). À l'inverse, le taux de personnes d'âge supérieur à 60 ans est de 18,5 % la même année, alors qu'il est de 22,8 % au niveau départemental.
En 2018, la commune comptait 242 hommes pour 196 femmes, soit un taux de 55,25 % d'hommes, largement supérieur au taux départemental (48,89 %).
Les pyramides des âges de la commune et du département s'établissent comme suit.
| Hommes | Classe d’âge | Femmes |
| ------ | ------------ | ------ |
| 0,4    | 90 ou +      | 0,5    |
| 3,7    | 75-89 ans    | 4,6    |
| 13,2   | 60-74 ans    | 14,8   |
| 16,9   | 45-59 ans    | 22,4   |
| 20,7   | 30-44 ans    | 21,9   |
| 14,9   | 15-29 ans    | 18,4   |
| 30,2   | 0-14 ans     | 17,3   |

| Hommes | Classe d’âge | Femmes |
| ------ | ------------ | ------ |
| 0,5    | 90 ou +      | 1,4    |
| 5,5    | 75-89 ans    | 7,6    |
| 15,6   | 60-74 ans    | 16,3   |
| 20,8   | 45-59 ans    | 20     |
| 19,4   | 30-44 ans    | 19,4   |
| 17,6   | 15-29 ans    | 16,2   |
| 20,6   | 0-14 ans     | 19,1   |

## Culture locale et patrimoine

### Lieux et monuments
- Église Notre-Dame-de-l'Assomption  Inscrit MH (1927)[41], dont la nef date du XIe siècle, et qui a été divisée en trois vaisseaux en 1896 dans un style néo-gothique tardif. Le transept, le chœur et l'abside à sept pans sont construits avec un grand rafinement au XIIIe siècle. Le clocher est reconstruit au XVIe siècle ainsi que les arcades de la croisée. La chapelle seigneuriale est construite à la même époque au sud du chœur, en style Renaissance[42].

- Lavoir en briques et tuiles, sur le Ru du Mesnil[9]
- Moulin du XIIIe siècle.

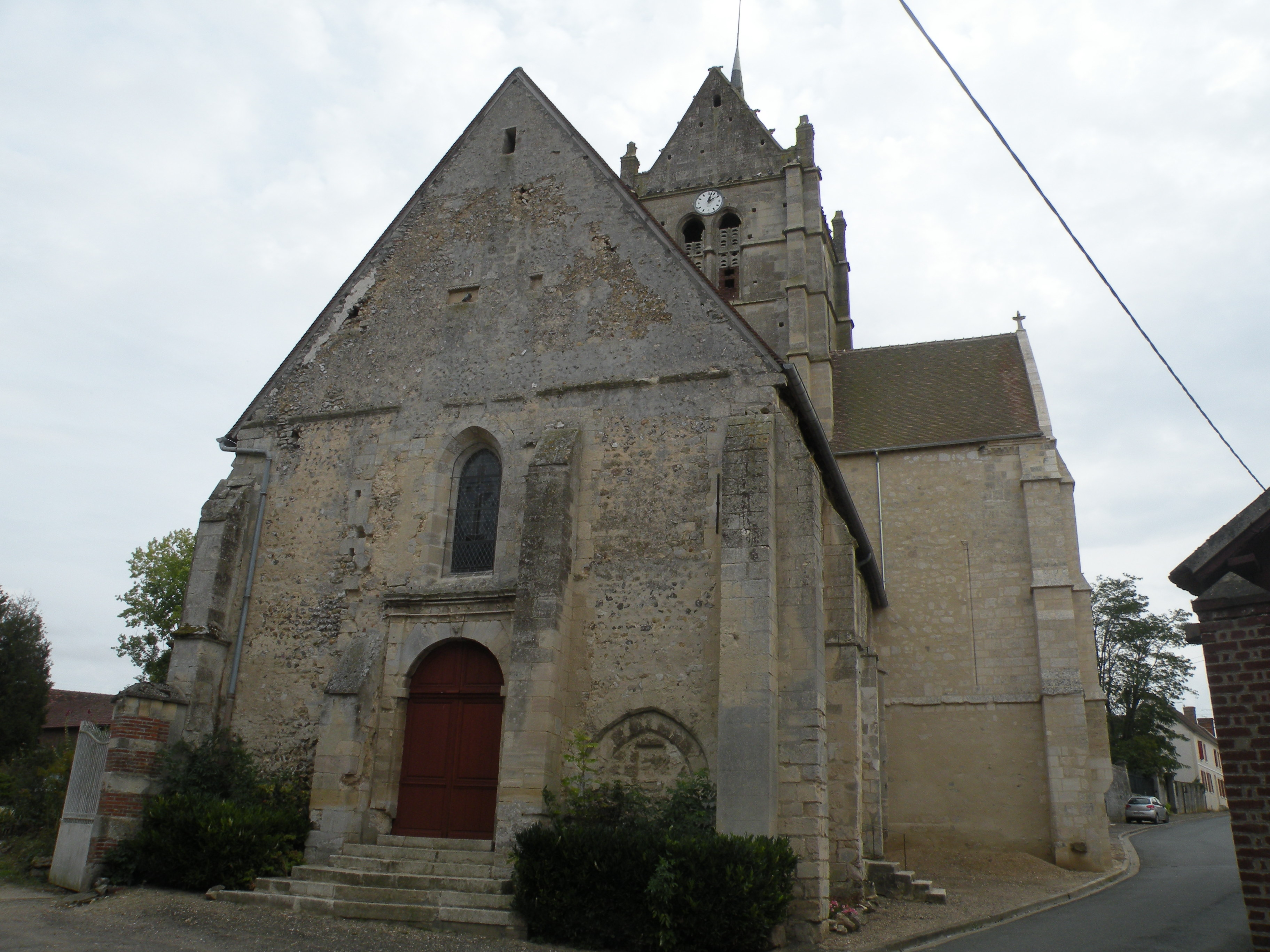
L'église ND de l'Assomption
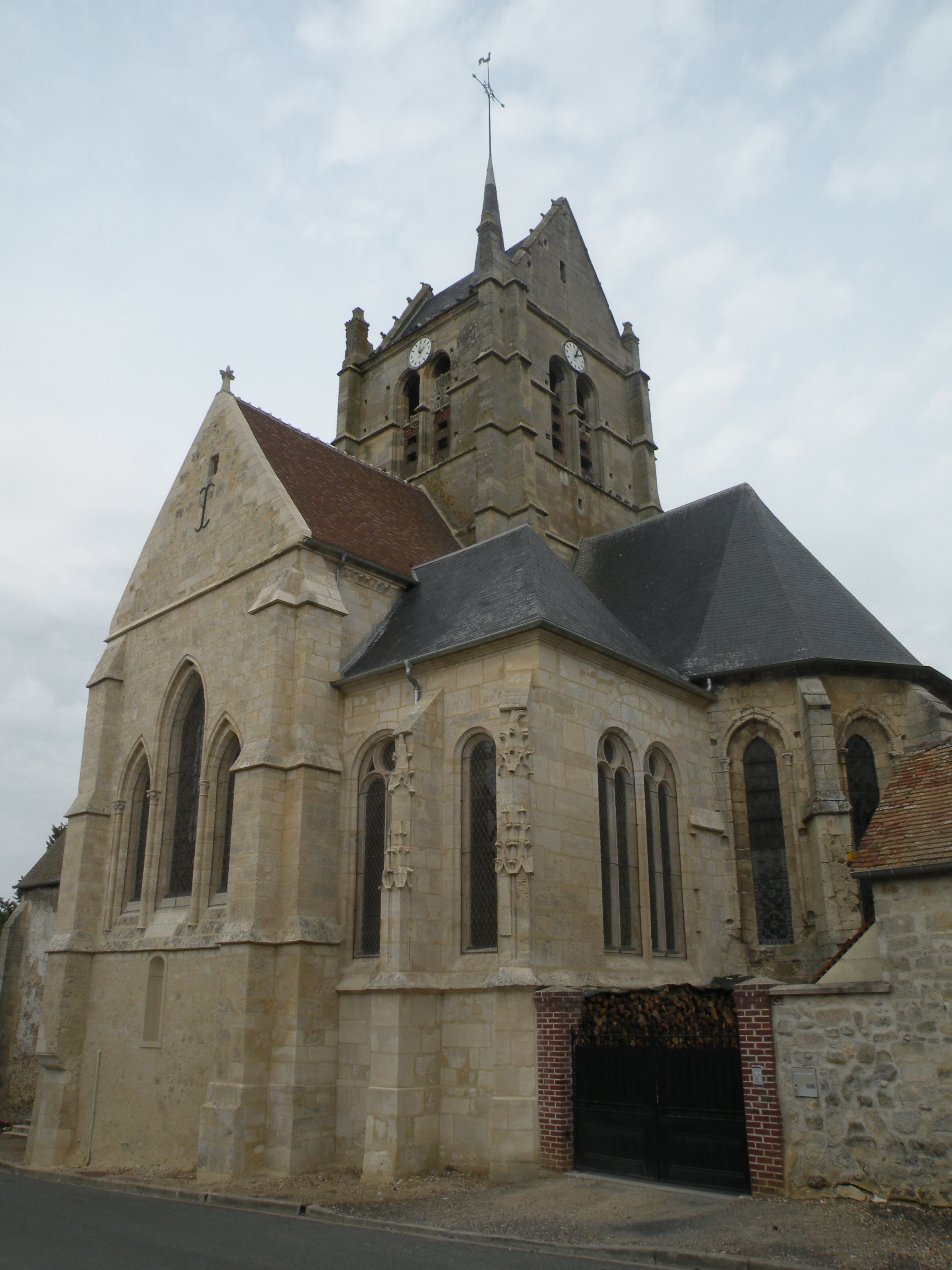
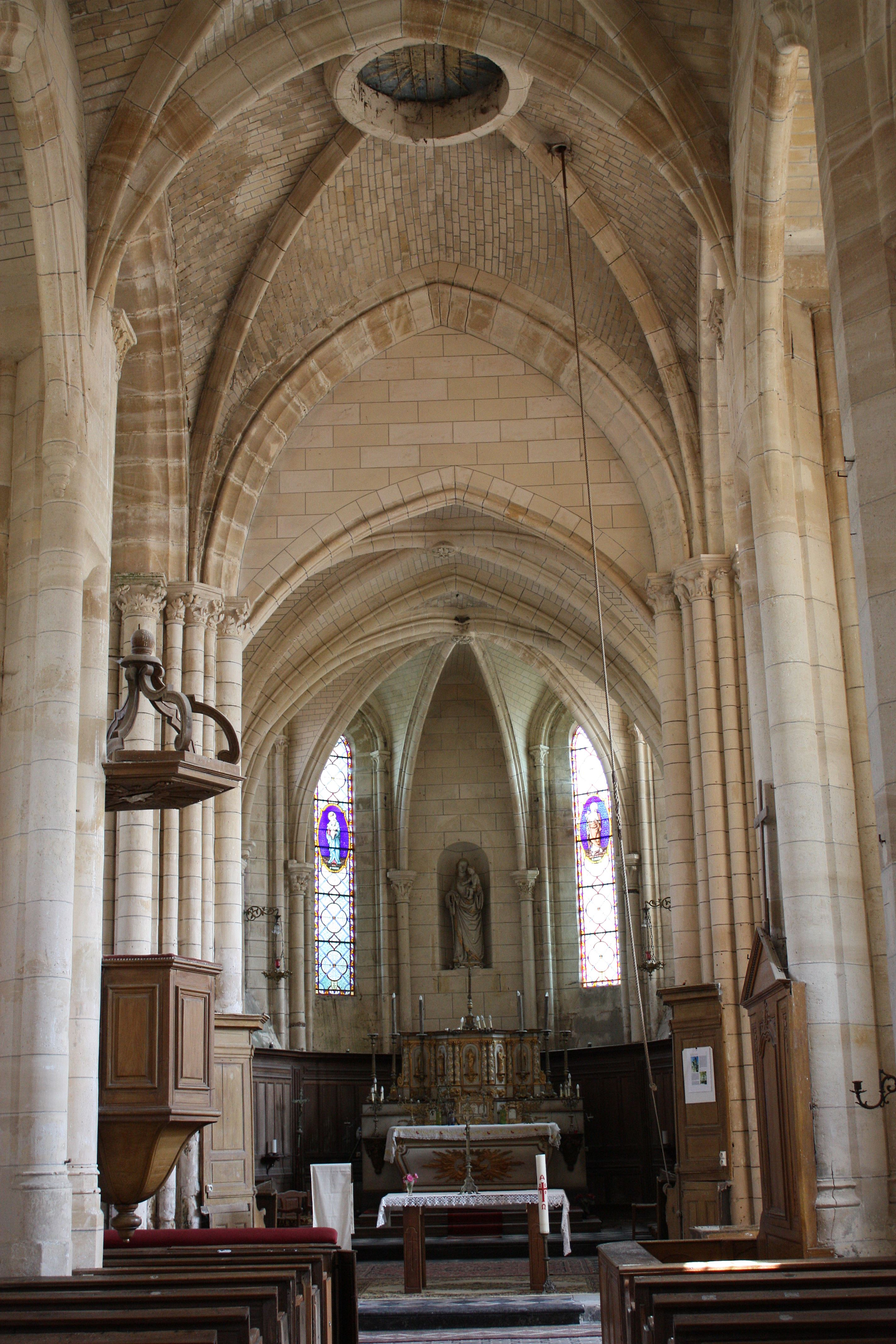
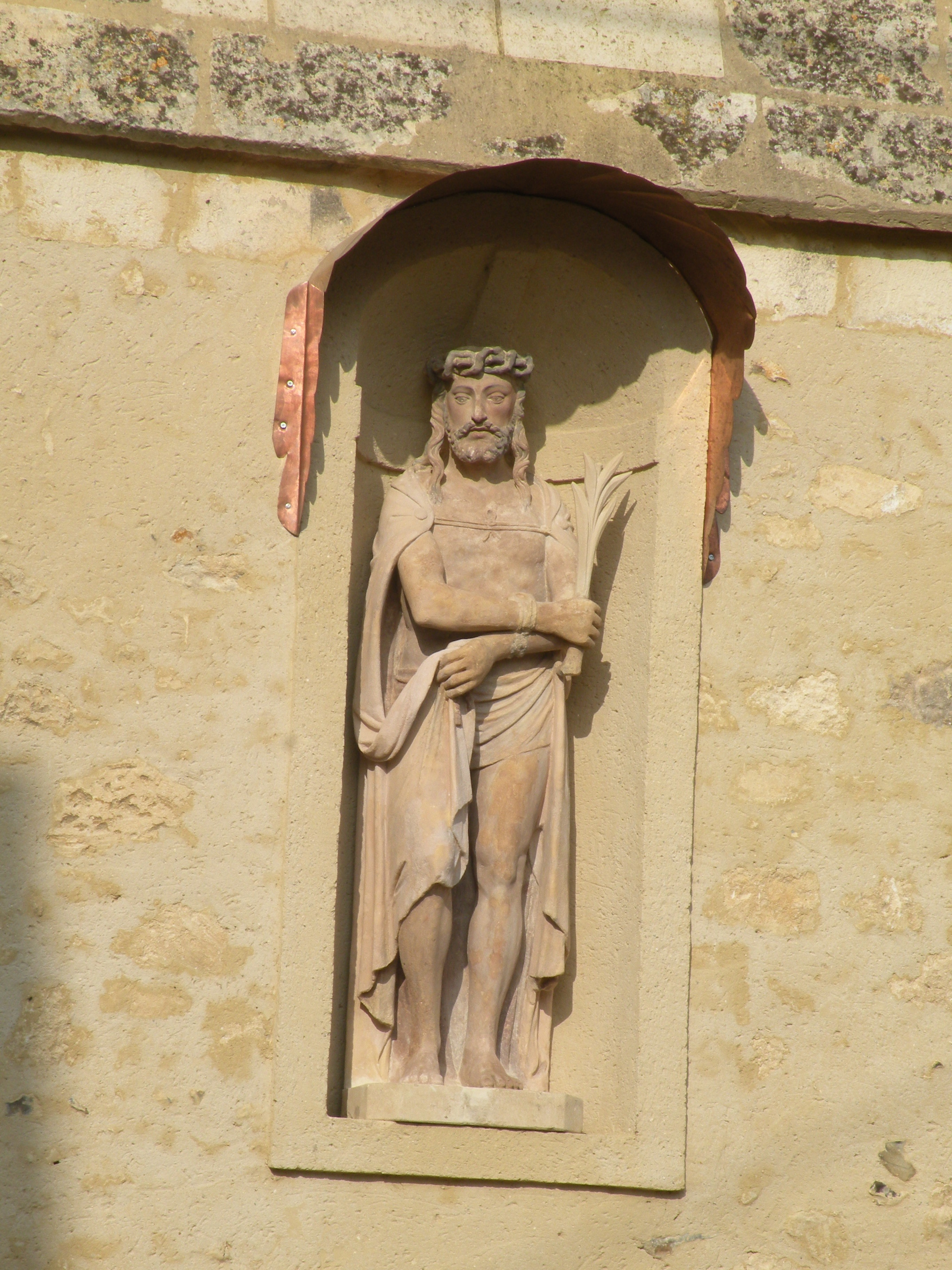
Christ aux liens sur l'église.
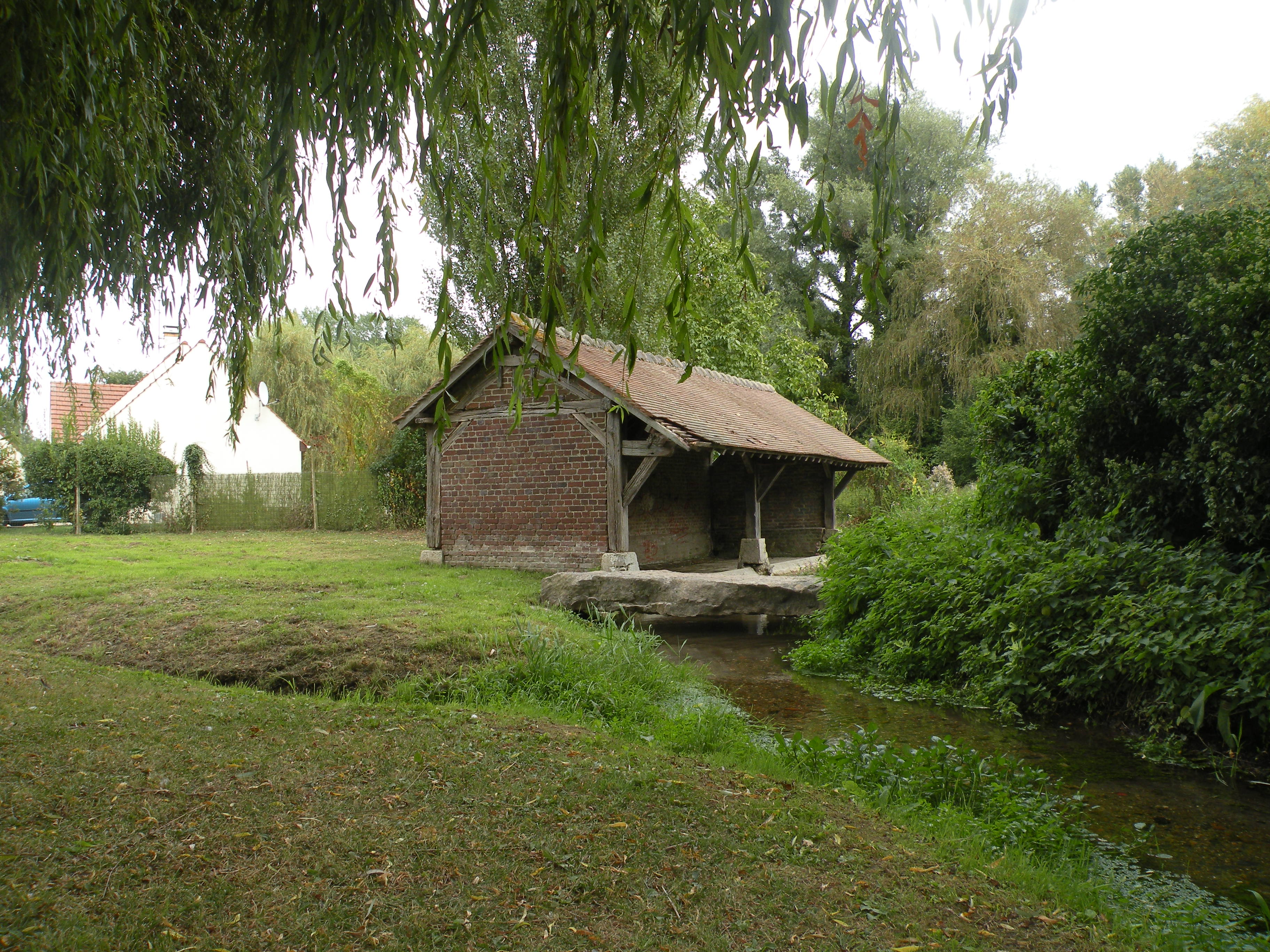
Le lavoir et le Ru du Mesnil.
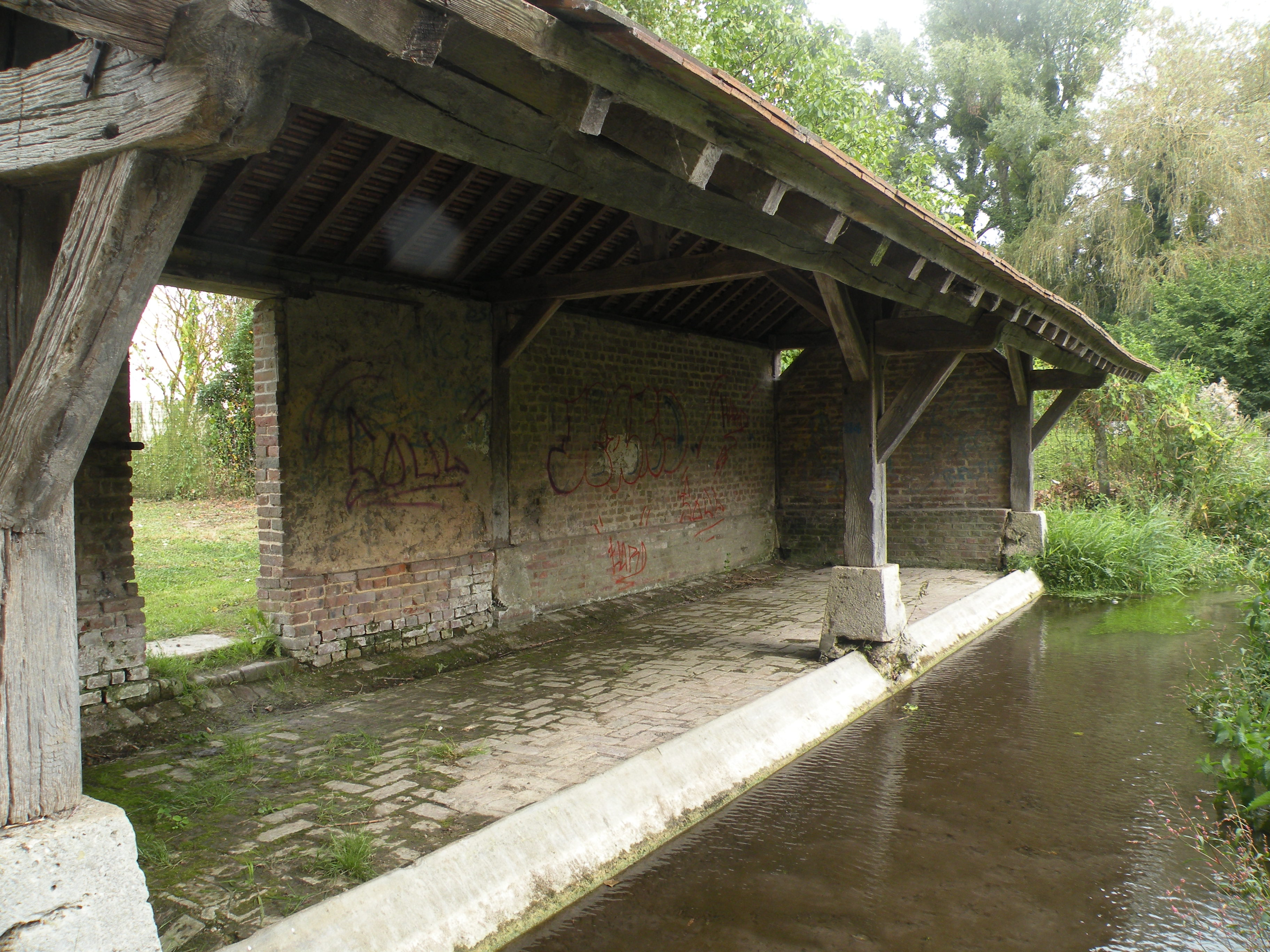
Le lavoir.

### Personnalités liées à la commune
- Guillaume de Trie, seigneur de Trie et Fresnes, prend part à la deuxième croisade, avec le roi Louis VII et meurt en Palestine[20].

### Héraldique
| Blason de Fresne-Léguillon | Blason  | D'argent au frêne de sinople ; au chef d'azur chargé de trois molettes à cinq rais du champ. |
| Blason de Fresne-Léguillon | Détails | Armes parlantes (Fresne → frêne). Le statut officiel du blason reste à déterminer.           |